# 中部新次郎
中部 新次郎（なかべ しんじろう、1917年10月9日 - 没年不明）は、プロ野球チーム・横浜大洋ホエールズ（現・横浜DeNAベイスターズ）の元オーナー。

## 経歴・人物
山口県下関市出身。早稲田大学専門部商科を経て、1942年に水産講習所を卒業後、大洋漁業の前身である林兼商店に入社。大洋漁業下関支社営業部長、営業本部長などを歴任し、1973年から副社長を務めた。中部謙吉の死去に伴い、1977年から横浜大洋ホエールズのオーナーに就任した。
1987年に古葉竹識が監督に就任し、その披露パーティーでたけし軍団に因んで、「竹識軍団となってばく進せよ!」とスピーチした。
1990年のシーズンをもって、オーナーを退任。
同社の軟式野球部で投手、遊撃手としてプレーしたことがある。